# Bebådelsens kyrka, Almaşu Mare
Bebådelsens kyrka (rumänska: Biserica „Buna Vestire”) är en rumänsk-ortodox kyrkobyggnad belägen i byn Almaşu Mare i länet Alba i västra Rumänien.
Kyrkan är helgad åt Bebådelsen, då ärkeängeln Gabriel överlämnade budskapet till Jungfru Maria (Guds Moder) att hon skulle föda Jesus Kristus.

## Historik
Bebådelsens kyrka i Almaşu Mare byggdes någonstans mellan 1400-talets början och år 1418.
Idag (mars 2006) är kyrkan klassad som ett historiskt monument med koden AB-II-m-A-00174.

## Bilder

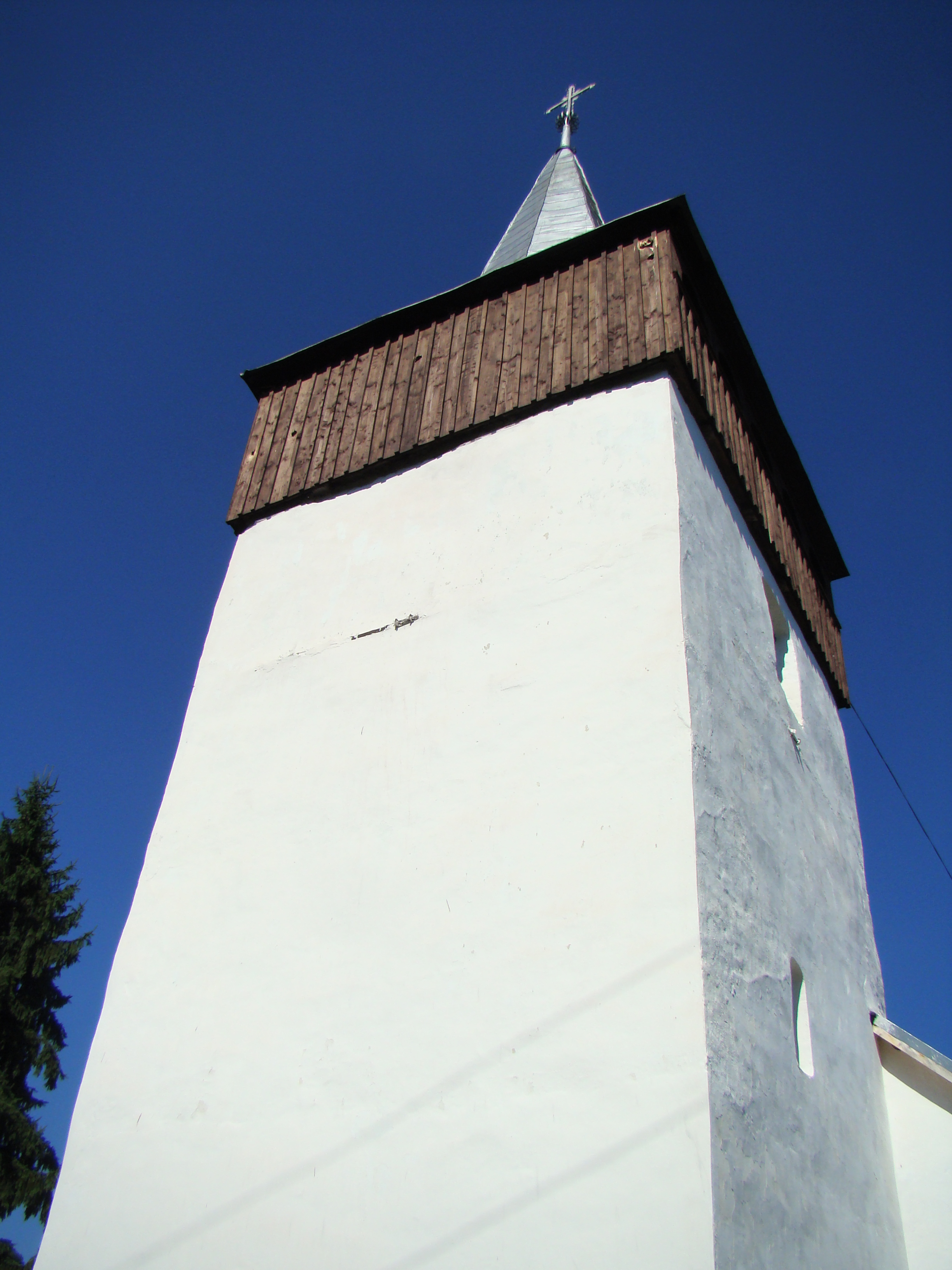
Närmare bild på klocktornet
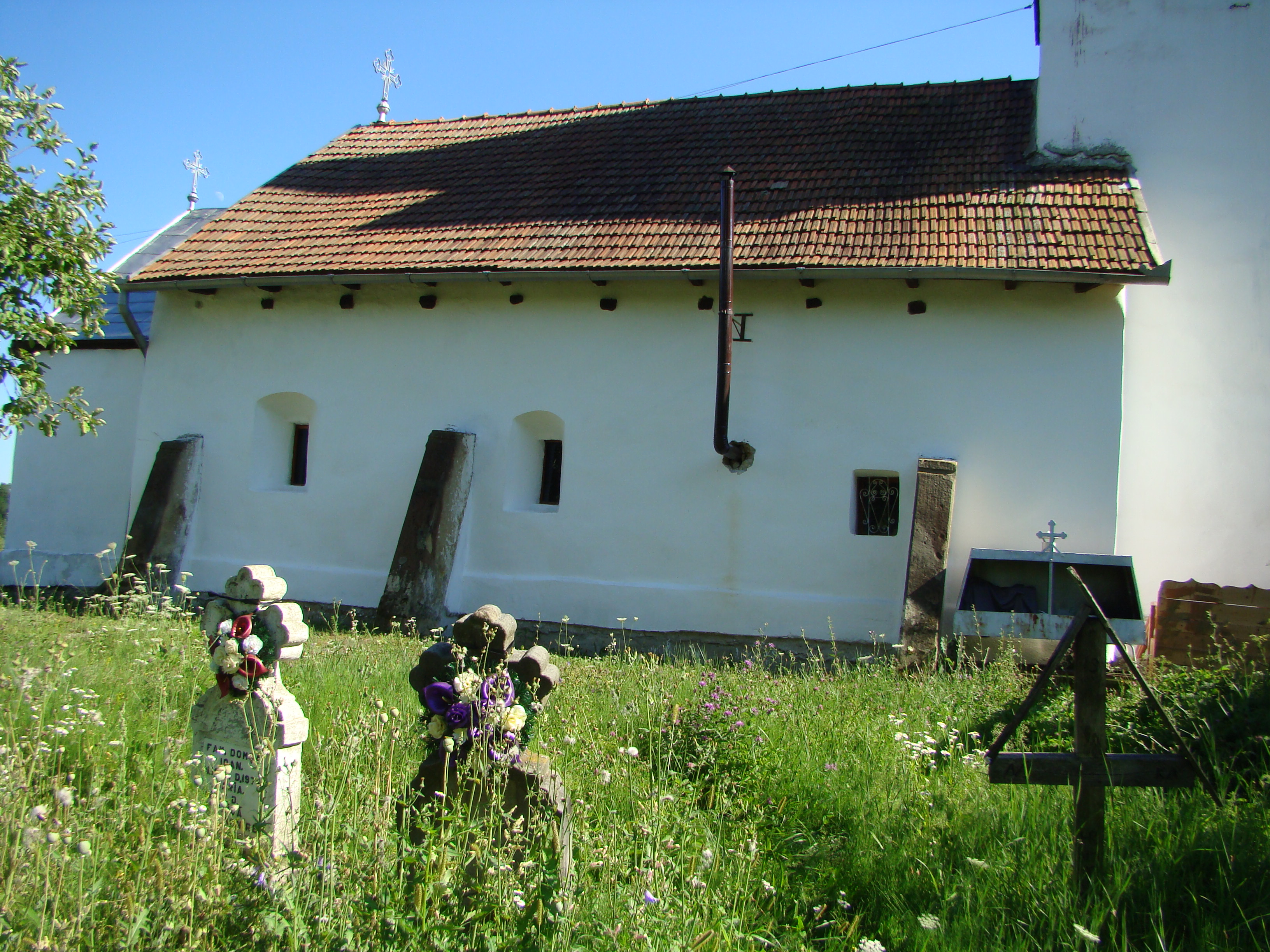
Kyrkan från andra sidan
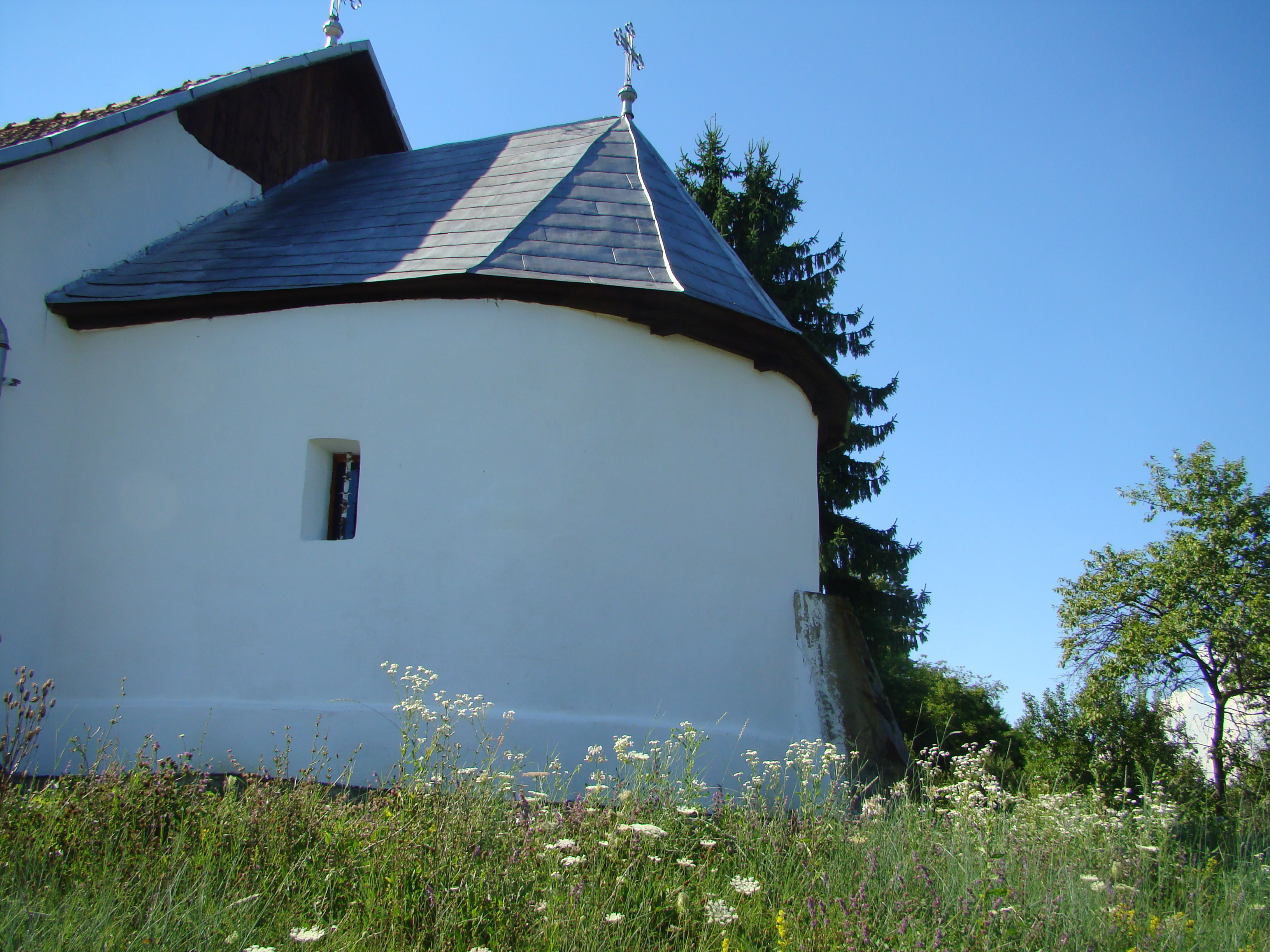
Absiden
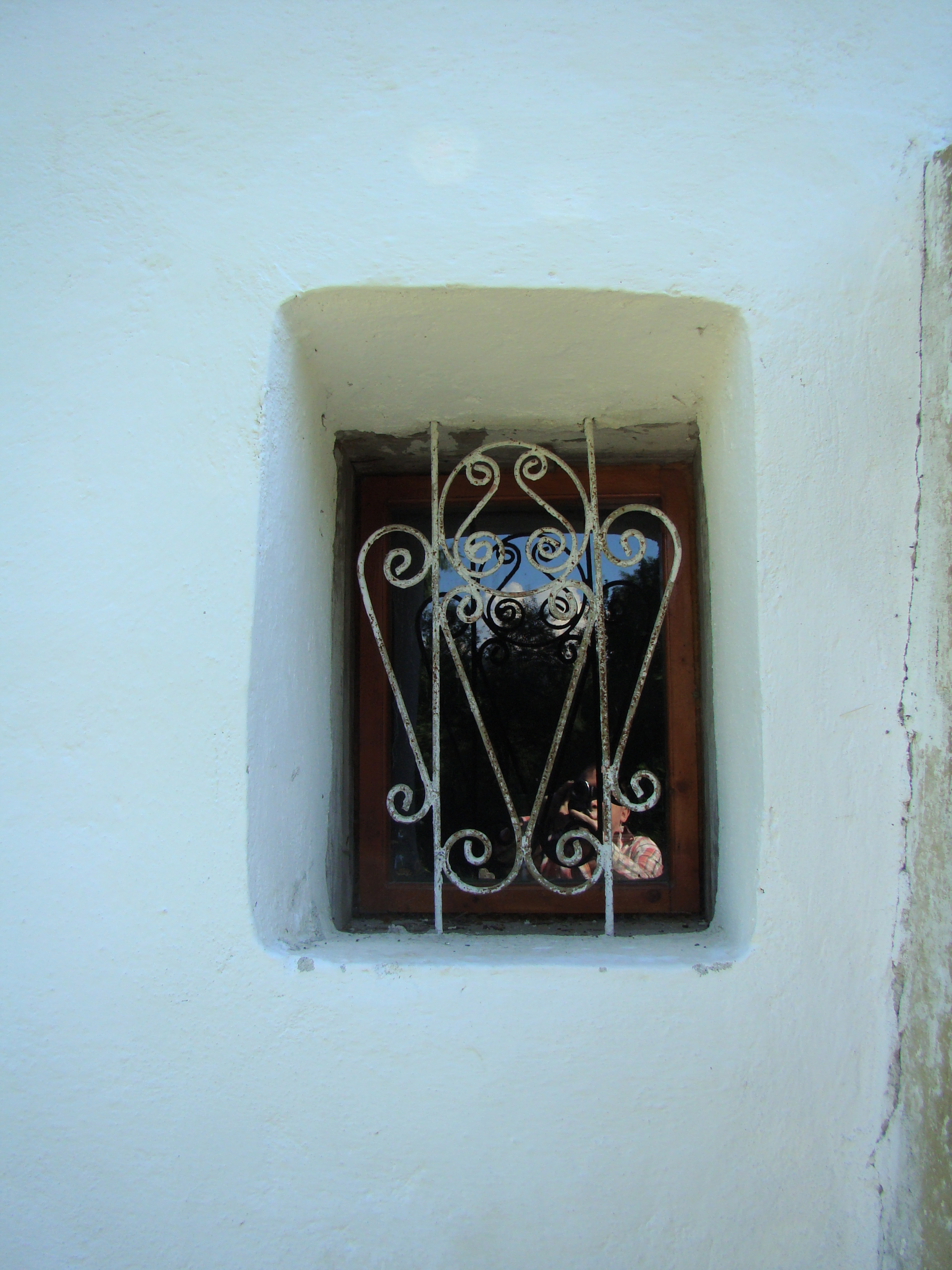
Fönster
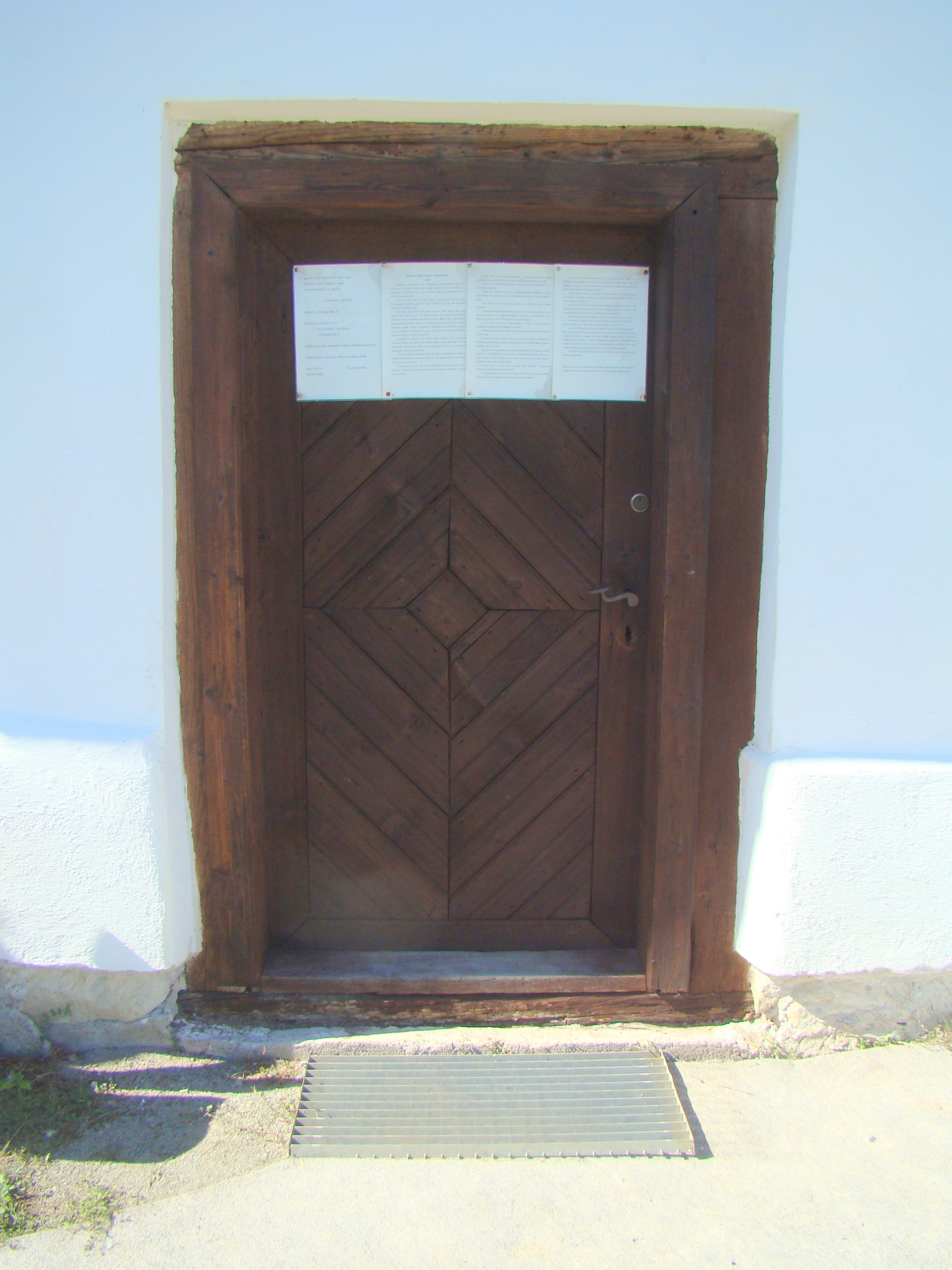
Ingången
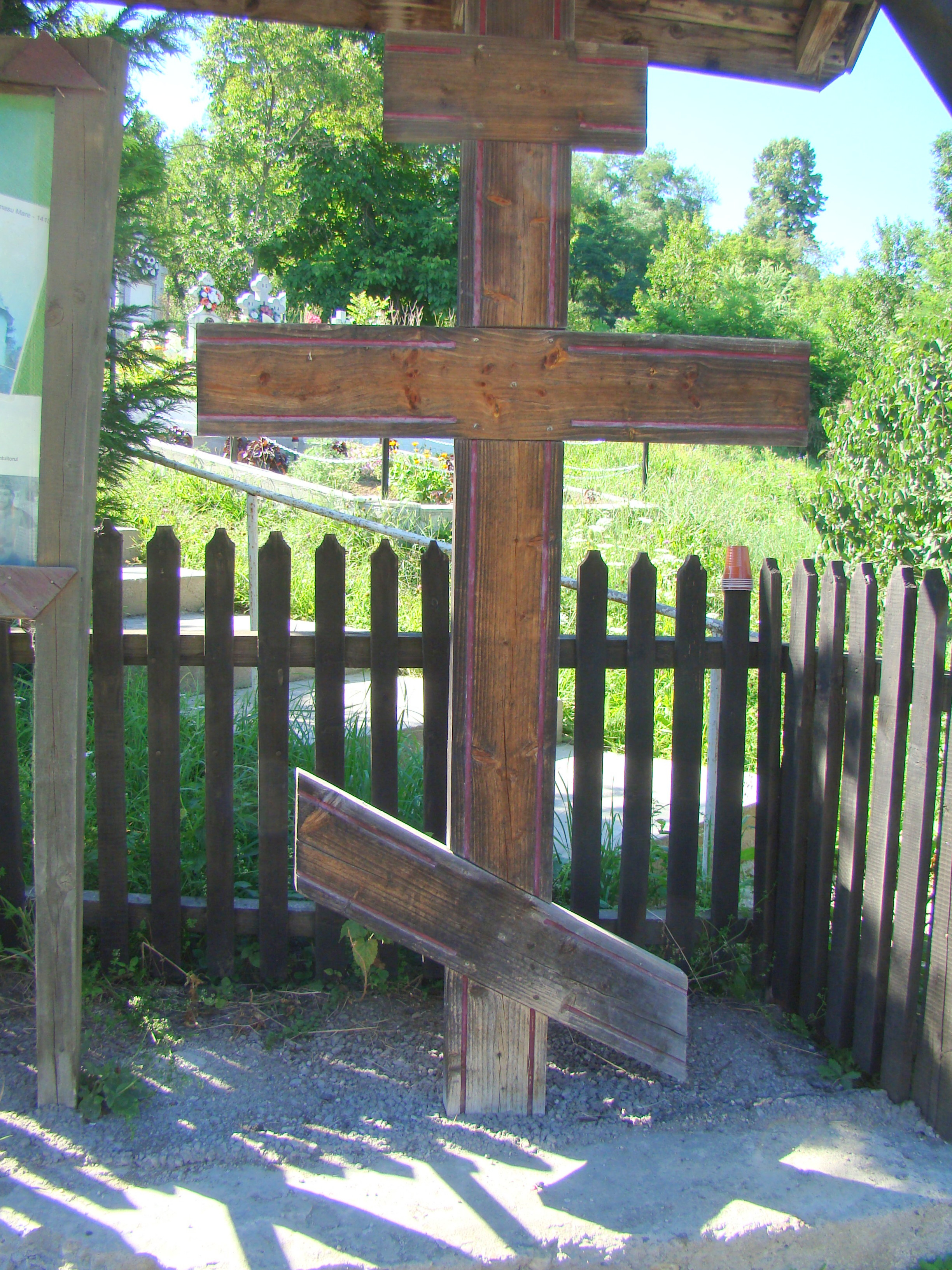
Östortodoxt kors utanför kyrkan